# Peltacanthina synapta
Peltacanthina synapta är en tvåvingeart som beskrevs av Friedrich Georg Hendel 1914. Peltacanthina synapta ingår i släktet Peltacanthina och familjen bredmunsflugor.
Artens utbredningsområde är Zimbabwe. Inga underarter finns listade i Catalogue of Life.